# Estoire d'Eracles
Ne doit pas être confondu avec Eracle.

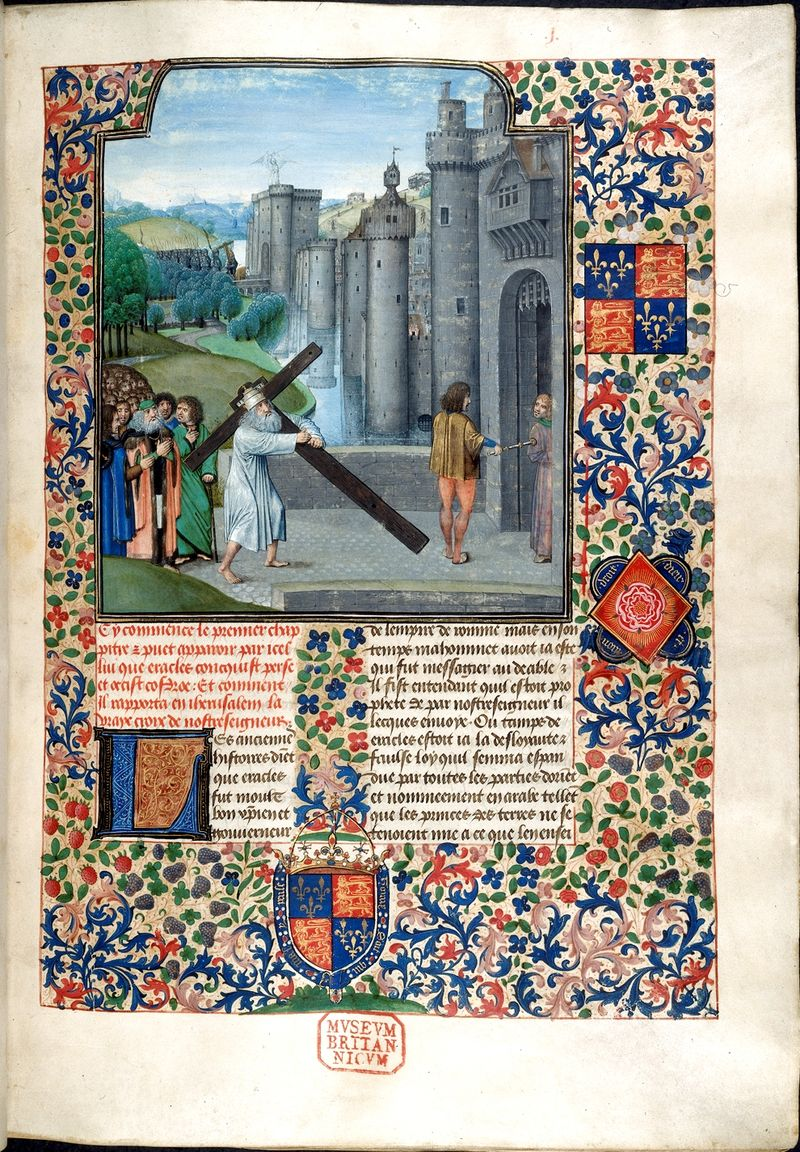
L'empereur Héraclius transportant la Vraie Croix à Jérusalem, image de la British Library : MS Royal 15 E. i (XVe siècle).

L'Estoire d'Eracles (français : Histoire d'Héraclius) est une traduction anonyme en vieux français et une continuation de l'Histoire d'Outremer de Guillaume de Tyr. Il commence par la reprise de Jérusalem par l'empereur romain Héraclius en 630, d'où le nom du document, et se poursuit jusqu'en 1184. La continuation retrace l'histoire des États croisés de la capture de Jérusalem par Saladin en 1187 jusqu'en 1277.
La traduction a été réalisée entre 1205 et 1234, probablement en Europe occidentale. Le texte de la traduction a été modifié à plusieurs reprises et les manuscrits conservent différentes versions du texte de Guillaume. Les continuations ont été ajoutées à la traduction entre 1220 et 1277. Il existe deux versions différentes de la première continuation, couvrant les années 1185 à 1225. Tous deux reflètent les attitudes politiques de l'aristocratie des croisés. Il y a 49 manuscrits survivants des Eracles. Parmi ceux-ci, 44 contiennent une première suite tirée de la Chronique d'Ernoul et 5 (les manuscrits de Colbert-Fontainebleau) contiennent une version différente. 12 des manuscrits contiennent une continuation unique pour les années 1229 à 1261, tirées d'une œuvre indépendante connue sous le nom de Continuation Rothelin.
Les continuations des Eracles ont une valeur historique variable. La traduction elle-même, dans la mesure où elle diffère de l'original, n'a pas de valeur historique en tant que source indépendante. La continuation d'Ernoul est une source inestimable pour la période allant de 1187 à 1204, y compris pour la chute de Jérusalem, le règne de Conrad de Montferrat, l'établissement du royaume de Chypre, la troisième croisade et l'Empire byzantin jusqu'à la quatrième croisade.
Bien que les Eracles aient été publiés deux fois à partir de différentes versions manuscrites, il n'y a pas eu de critique textuelle basée sur l'ensemble des manuscrits.